# Ханукия
Ханукията (на иврит: חֲנֻכִּיָּה) или менора́та Ханука́ (на иврит: מְנוֹרַת חֲנֻכָּה, „светилник за Ханука“) е обреден предмет в юдаизма – свещник за девет свещи, използван по време на празника Ханука, за разлика от традиционния символ на юдаизма – седемсвещната менора.
Във всяка от осемте нощи на Ханука се запалва по една от свещите на ханукия, а деветата, наричана шамаш („помощник“) служи за палене на останалите свещи. Тя трябва да бъде разположена по-високо или по-ниско от останалите свещи или светилници, като има различни мнения дали останалите свещи трябва да са подредени в права линия или в крива.